# Woalawo
Woalawo (Voalavo) – rodzaj ssaków z podrodziny malgaszomyszy (Nesomyinae) w obrębie rodzinie malgaszomyszowatych (Nesomyidae).

## Zasięg występowania
Rodzaj obejmuje gatunki występujące endemicznie na Madagaskarze.

## Morfologia
Długość ciała (bez ogona) 80–100 mm, długość ogona 102–129 mm; masa ciała 17–26 g.

## Systematyka
Rodzaj zdefiniowali w 1998 roku amerykańscy zoolodzy Michael D. Carleton i Steven M. Goodman w artykule poświęconym nowym taksonom gryzoni z podrodziny malgaszomyszy z północnych wyżyn Madagaskaru, z komentarzami taksonomicznymi dotyczącymi wcześniej opisanych form, opublikowanym w czasopiśmie Fieldiana. Gatunkiem typowym jest (oryginalne oznaczenie) woalawo nagoogonowe (V. gymnocaudus).

### Etymologia
Voalavo: malg. voalavo ‘gryzoń’.

### Podział systematyczny
Do rodzaju należą następujące gatunki:
| Grafika | Gatunek               | Autor i rok opisu                                                          | Nazwa zwyczajowa    | Podgatunki         | Rozmieszczenie geograficzne                                                       | Podstawowe wymiary                         | Status IUCN |
| ------- | --------------------- | -------------------------------------------------------------------------- | ------------------- | ------------------ | --------------------------------------------------------------------------------- | ------------------------------------------ | ----------- |
|         | Voalavo gymnocaudus   | Carleton & Goodman, 1998                                                   | woalawo nagoogonowe | gatunek monotypowy | północna wyżynna część wyspy (rezerwat Anjanaharibe-Sud i Park Narodowy Marojejy) | DC: 8–9 cm DO: 12–12,9 cm MC: 17–25 g      | LC          |
|         | Voalavo antsahabensis | Goodman, Rakotondravony, Randriamanantsoa & Rakotomalala-Razanahoera, 2005 | woalawo leśne       | gatunek monotypowy | wschodni kraniec środkowej wyżynnej części wyspy (obszar Anjozorobe)              | DC: 8,5–10 cm DO: 10,2–12,3 cm MC: 19–26 g | EN          |

Kategorie IUCN:  LC  – gatunek najmniejszej troski,  EN  – gatunek zagrożony.